# Lauren Boyle
Lauren Marie Boyle (Auckland, 14 december 1987) is een Nieuw-Zeelandse zwemster. Ze vertegenwoordigde haar vaderland op de Olympische Zomerspelen 2008 in Peking en op de Olympische Zomerspelen 2012 in Londen.

## Carrière
Bij haar internationale debuut, op de wereldkampioenschappen zwemmen 2005 in Montreal, werd Boyle uitgeschakeld in de series van de 400 meter vrije slag. Op de 4x200 meter vrije slag eindigde ze samen met Helen Norfolk, Alison Fitch en Melissa Ingram op de achtste plaats.
Tijdens de Gemenebestspelen 2006 in Melbourne eindigde de Nieuw-Zeelandse als achtste op de 200 meter vrije slag, op de 100 meter vrije slag strandde ze in de series. Samen met Helen Norfolk, Alison Fitch en Melissa Ingram veroverde ze de bronzen medaille op de 4x200 meter vrije slag, op de 4x100 meter vrije slag eindigde ze samen met Alison Fitch, Helen Norfolk en Hannah Mc Lean op de vierde plaats. Op de wereldkampioenschappen kortebaanzwemmen 2006 in Shanghai werd Boyle uitgeschakeld in de series van zowel de 100 als de 400 meter vrije slag. Samen met Alison Fitch, Helen Norfolk en Hannah Mc Lean eindigde ze als vierde op de 4x100 meter vrije slag, op de 4x200 meter vrije slag eindigde ze samen met Helen Norfolk, Alison Fitch en Melissa Ingram op de vijfde plaats. In Victoria nam de Nieuw-Zeelandse deel aan de Pan Pacific kampioenschappen zwemmen 2006. Op dit toernooi eindigde ze als veertiende op de 200 meter vrije slag, op al haar overige afstanden strandde ze in de series. Op de 4x200 meter vrije slag eindigde ze samen met Helen Norfolk, Alison Fitch en Melissa Ingram op de vierde plaats, samen met Alison Fitch, Helen Norfolk en Hannah Mc Lean eindigde ze als vijfde op de 4x100 meter vrije slag.
Tijdens de wereldkampioenschappen zwemmen 2007 in Melbourne werd Boyle uitgeschakeld in de series van zowel de 50 als de 100 meter vrije slag. Op de 4x100 meter vrije slag strandde ze samen met Hannah Mc Lean, Alison Fitch en Helen Norfolk in de series, samen met Helen Norfolk, Alison Fitch en Melissa Ingram werd ze uitgeschakeld in de series. Op de 4x100 meter wisselslag strandde ze samen met Hannah Mc Lean, Annabelle Carey en Elizabeth Coster in de series.
Op de Olympische Zomerspelen van 2008 in Peking werd de Nieuw-Zeelandse samen met Helen Norfolk, Hayley Palmer en Natasha Hind gediskwalificeerd in de series.

### 2010-heden
In Irvine nam Boyle deel aan de Pan Pacific kampioenschappen zwemmen 2010. Op dit toernooi eindigde ze als vijfde op de 400 meter vrije slag en als negende op de 800 meter vrije slag, op de 100 meter vrije slag werd ze uitgeschakeld in de series. Op de 4x200 meter vrije slag eindigde ze samen met Natasha Hind, Amaka Gessler en Melissa Ingram op de vijfde plaats. Tijdens de Gemenebestspelen 2010 in Delhi eindigde de Nieuw-Zeelandse als vijfde op de 400 meter vrije slag en als zevende op de 200 meter vrije slag, samen met Penelope Marshall, Amaka Gessler en Natasha Hind sleepte ze de zilveren medaille in de wacht op de 4x200 meter vrije slag.
Op de wereldkampioenschappen zwemmen 2011 in Shanghai eindigde Boyle als zesde op de 400 meter vrije slag en als achtste op de 800 meter vrije slag, op de 200 meter vrije slag strandde ze in de series. Op de 4x200 meter vrije slag eindigde ze samen met Amaka Gessler, Penelope Marshall en Natasha Hind op de achtste plaats.
In Londen nam de Nieuw-Zeelandse deel aan de Olympische Zomerspelen van 2012. Op dit toernooi eindigde ze als vierde op 800 meter vrije slag en als achtste op de 400 meter vrije slag. Tijdens de wereldkampioenschappen kortebaanzwemmen 2012 in Istanboel werd Boyle wereldkampioene op de 800 meter vrije slag, op de 400 meter vrije slag legde ze beslag op de bronzen medaille. Daarnaast eindigde ze als achtste op de 200 meter vrije slag.
Op de wereldkampioenschappen zwemmen 2013 in Barcelona veroverde de Nieuw-Zeelandse de bronzen medaille op zowel de 400, de 800 als de 1500 meter vrije slag.

## Internationale toernooien
| Jaar | Olympische Spelen                     | WK langebaan                                                                                             | WK kortebaan                                                                      | PanPacs | Gemenebestspelen                                                                   |
| ---- | ------------------------------------- | --- | --------------------------------------------------------------------------------- | --- | ---------------------------------------------------------------------------------- |
| 2005 |                                       | 23e 400m vrije slag 8e 4x200m vrije slag                                                                 |                                                                                   | |                                                                                    |
| 2006 |                                       | | 20e 100m vrije slag 12e 400m vrije slag 4e 4x100m vrije slag 5e 4x200m vrije slag | 30e 50m vrije slag 29e 100m vrije slag 14e 200m vrije slag 23e 400m vrije slag 5e 4x100m vrije slag 4e 4x200m vrije slag | 9e 100m vrije slag · 8e 200m vrije slag · 4e 4x100m vrije slag · 4x200m vrije slag |
| 2007 |                                       | 26e 50m vrije slag 18e 100m vrije slag 12e 4x100m vrije slag 10e 4x200m vrije slag 13e 4x100m wisselslag |                                                                                   | |                                                                                    |
| 2008 | DQ 4x200m vrije slag                  | | geen deelname                                                                     | |                                                                                    |
| 2009 |                                       | geen deelname                                                                                            |                                                                                   | |                                                                                    |
| 2010 |                                       | | geen deelname                                                                     | 46e 100m vrije slag 5e 400m vrije slag 9e 800m vrije slag 5e 4x200m vrije slag                                           | 7e 200m vrije slag · 5e 400m vrije slag · 4x200m vrije slag                        |
| 2011 |                                       | 12e 200m vrije slag 6e 400m vrije slag 8e 800m vrije slag 8e 4x200m vrije slag                           |                                                                                   | |                                                                                    |
| 2012 | 8e 400m vrije slag 4e 800m vrije slag | | 8e 200m vrije slag · 400m vrije slag · 800m vrije slag                            | |                                                                                    |
| 2013 |                                       | 400m vrije slag · 800m vrije slag · 1500m vrije slag                                                     |                                                                                   | |                                                                                    |

## Persoonlijke records
Bijgewerkt tot en met 8 augustus 2013
Kortebaan
| Afstand         | Tijd    | Datum           | Plaats    |
| --------------- | ------- | --------------- | --------- |
| 200m vrije slag | 1.54,97 | 7 augustus 2013 | Eindhoven |
| 400m vrije slag | 3.55,16 | 8 augustus 2013 | Eindhoven |
| 800m vrije slag | 8.01,22 | 7 augustus 2013 | Eindhoven |

Langebaan
| Afstand          | Tijd     | Datum           | Plaats    |
| ---------------- | -------- | --------------- | --------- |
| 200m vrije slag  | 01.57,72 | 26 juli 2011    | Shanghai  |
| 400m vrije slag  | 04.03,63 | 29 juli 2012    | Londen    |
| 800m vrije slag  | 08.18,58 | 3 augustus 2013 | Barcelona |
| 1500m vrije slag | 15.44,71 | 30 juli 2013    | Barcelona |